# Årvågfjorden
Årvågfjorden er en fjord i Aure kommune på Nordmøre i Møre og Romsdal fylke i Norge. Den går 6 kilometer mod øst til Årvågen i bunden af fjorden.
Fjorden har indløb ved det sydøstlige hjørne af Skardsøya, mellem Espneset i nord og Klakkmyra i syd, hvor Dromnesundet fra nord møder Torsetsundet fra vest. Ud over Årvågen inderst i fjorden ligger flere gårde langs fjorden. På sydsiden ligger Klakkmyra, Gjela, Bakkmyr og Nerbakk og på nordsiden Hellandet og Haugen.
Fylkesvej 364 går langs sydsiden af fjorden.